# Александр Скін
Александр Джонстон Чалмерс Скін (/[skiːn]; англ. Alexander Johnston Chalmers Skene; 17 червня 1837 — 4 липня 1900) — британсько-американський гінеколог з Шотландії, який описав те, що стало відомо як залози Скіна.

## Біографія

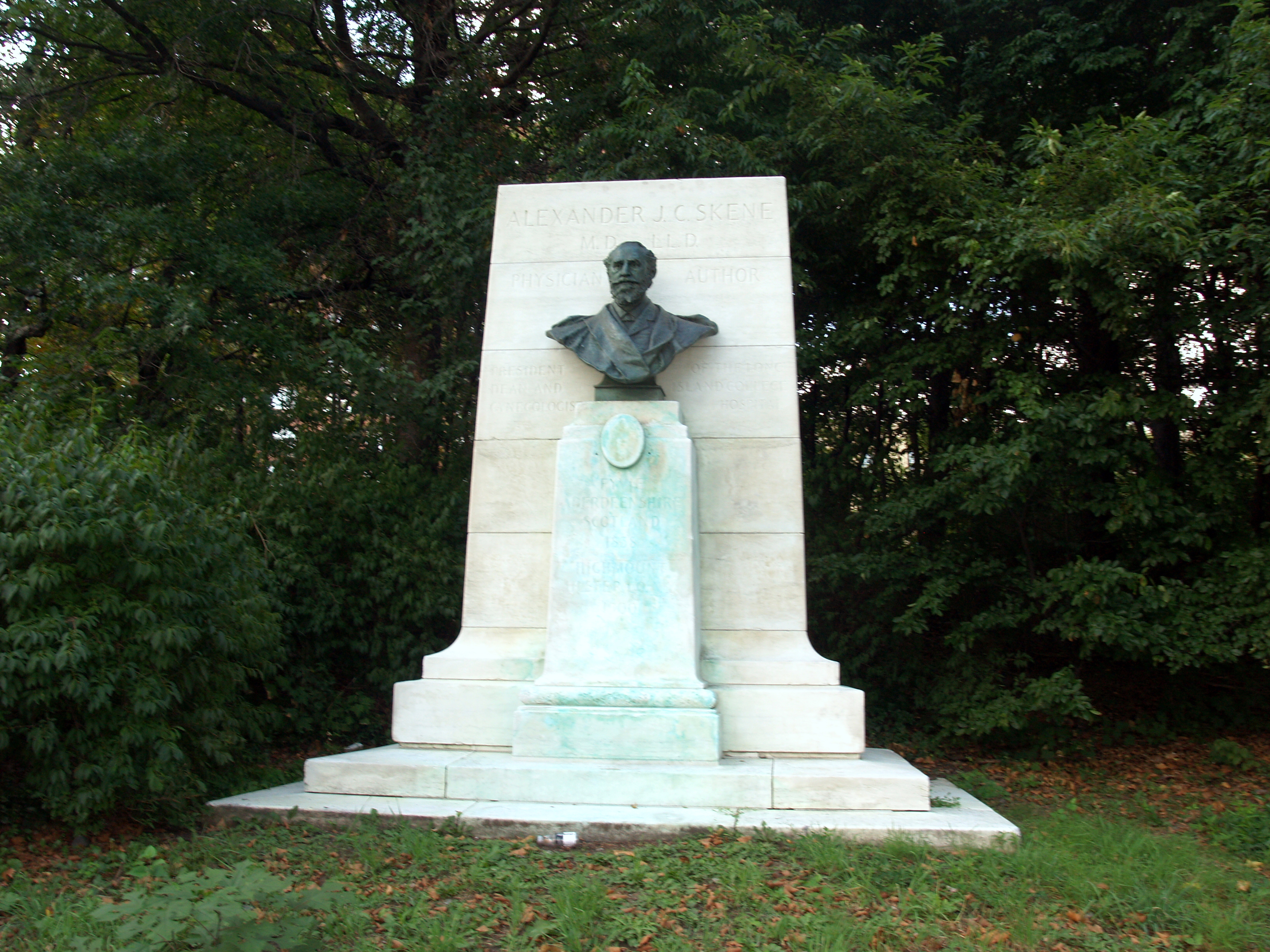
Меморіал Скіна на Гранд-Армі-Плаза

Скін народився 17 червня 1837 року у Файві, Шотландія, Велика Британія. У 19 років він поїхав до Північної Америки. Вивчав медицину в Королівському коледжі (нині Університет Торонто), потім в університеті Мічигану і, нарешті, в Лікарні коледжу Лонг-Айленда (нині Медичний центр Даунстейт штату Нью-Йорк) в Брукліні, який закінчив у 1863 році. З липня 1863 по червень 1864 виконував обов'язки помічника хірурга в армії США, після чого зайнявся приватною практикою в Брукліні й став професором жіночих хвороб у лікарні коледжу Лонг-Айленда. Він був професором гінекології в аспірантурі Медичної школи Нью-Йорка в 1884 році та президентом Американського гінекологічного товариства.
Скін написав понад 100 медичних статей та кілька підручників. Він винайшов багато хірургічних інструментів та удосконалив хірургічні методи. Він виконав першу зареєстровану успішну операцію гастроелітротомії, а також краніотомію із використанням дзеркала Сімса. Насамперед він запам'ятався своїм описом залоз Скіна на дні уретри. Він також описав їхню інфекцію — скеніт. Скін співпрацював із Дж. Меріоном Сімсом, який проводив гінекологічні огляди та операції на поневолених афроамериканських жінках без анестезії, але Скін, схоже, не брав участі в цих експериментах.
Як скульптор Скін створив бюст Сімса, який виставлений у вестибюлі Медичного товариства округу Кінгс. Погруддя на честь Скіна розташоване на Проспект-Парк (також відома як Гранд-Армі-Плаза). Цю статую пропонувалося перенести у 2011 році для розміщення статуї колишнього президента США Авраама Лінкольна, але цього не сталося.
Скін помер у своєму літньому будинку в горах Катскілл, Нью-Йорк, 4 липня 1900 року. Похований на цвинтарі Рокленд у Спаркіллі, штат Нью-Йорк.
У нього залишився син Джонатан Бауерс.

## Роботи
- Uro-Cystic and Urethral Diseases in Women (New York, 1877)
- Treatise on Diseases of Women, for Use of Students and Practitioners (1888)